# David García Dapena
David García Dapena (Marín, 30 de setembre de 1977) és un ciclista espanyol, professional des del 1999 al 2010. Les seves victòries més important és la classificació final a la Volta a Turquia del 2008, i una victòria d'etapa a la Volta a Espanya del mateix any.
El setembre de 2010, es va anunciar la presència d'Hydroxyethyl en un control antidopatge que va realitzar a la Volta a Espanya. Posteriorment es va descobrir que era per consum d'EPO, amb la qual cosa va ser suspès fins al 5 d'octubre de 2012. Un any després va confessar la seva culpabilitat.

## Palmarès
- 1998
  - 1r al Gran Premi de la vila de Vigo
- 2000
  - Vencedor d'una etapa a la Volta a Portugal del Futur
- 2003
  - Vencedor de 2 etapes al Gran Premi Abimota
- 2005
  - Vencedor d'una etapa al Gran Premi Abimota
- 2008
  - 1r a la Volta a Turquia
  - Vencedor d'una etapa a la Volta a Espanya
- 2009
  - 1r a la Volta a La Rioja
  - Vencedor d'una etapa a la Volta a Turquia

### Resultats al Giro d'Itàlia
- 2009. Abandona (5a etapa)

### Resultats a la Volta a Espanya
- 2007. 23è de la Classificació general
- 2008. 14è de la Classificació general. Vencedor d'una etapa
- 2009. 23è de la Classificació general
- 2010. 11è de la Classificació general